# قصر باغچه جوق
قصر باغچه جوق مربوط به دوره قاجار است و در شهرستان ماکو، روستای باغچه جوق واقع شده و این اثر در تاریخ ۱۱ تیر ۱۳۷۵ با شمارهٔ ثبت ۱۷۳۹ به‌عنوان یکی از آثار ملی ایران به ثبت رسیده است.